# 第75届英国电影学院奖
第75届英国电影学院奖（英語：75th British Academy Film Awards）于2022年3月13日在倫敦皇家阿尔伯特音乐厅进行颁发，以表彰2021年英國國內外的優秀電影作品，由喜剧演员瑞贝尔·威尔森主持。典禮於倫敦時間下午五點（UTC±0）開始舉行，英國的BBC One、BBC One HD與BBC iPlayer於晚上七點開始錄播，美國、加拿大與南非等則透過BritBox在同一時間播映。
提名名单于2022年2月3日公布，《沙丘》一共獲得11項提名，《犬山記》以8項提名居次，《贝尔法斯特》以6項提名名列其後。《沙丘》最終贏得5項技術獎，《犬山記》贏得最佳影片與最佳導演兩項大獎，《健听女孩》與《西城故事》也分別獲得兩項獎座。

## 提名与获奖名单

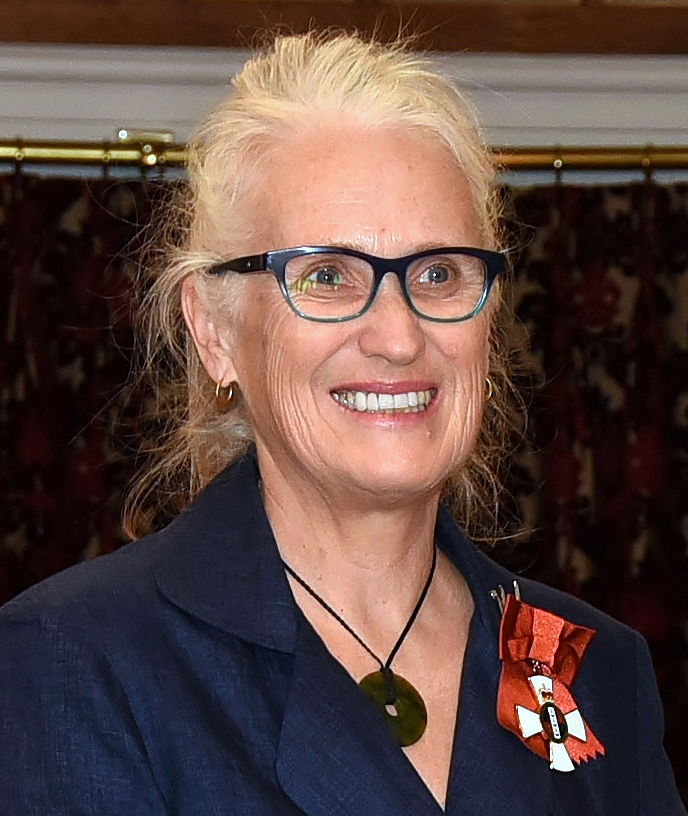
最佳電影、導演得主：珍·康萍

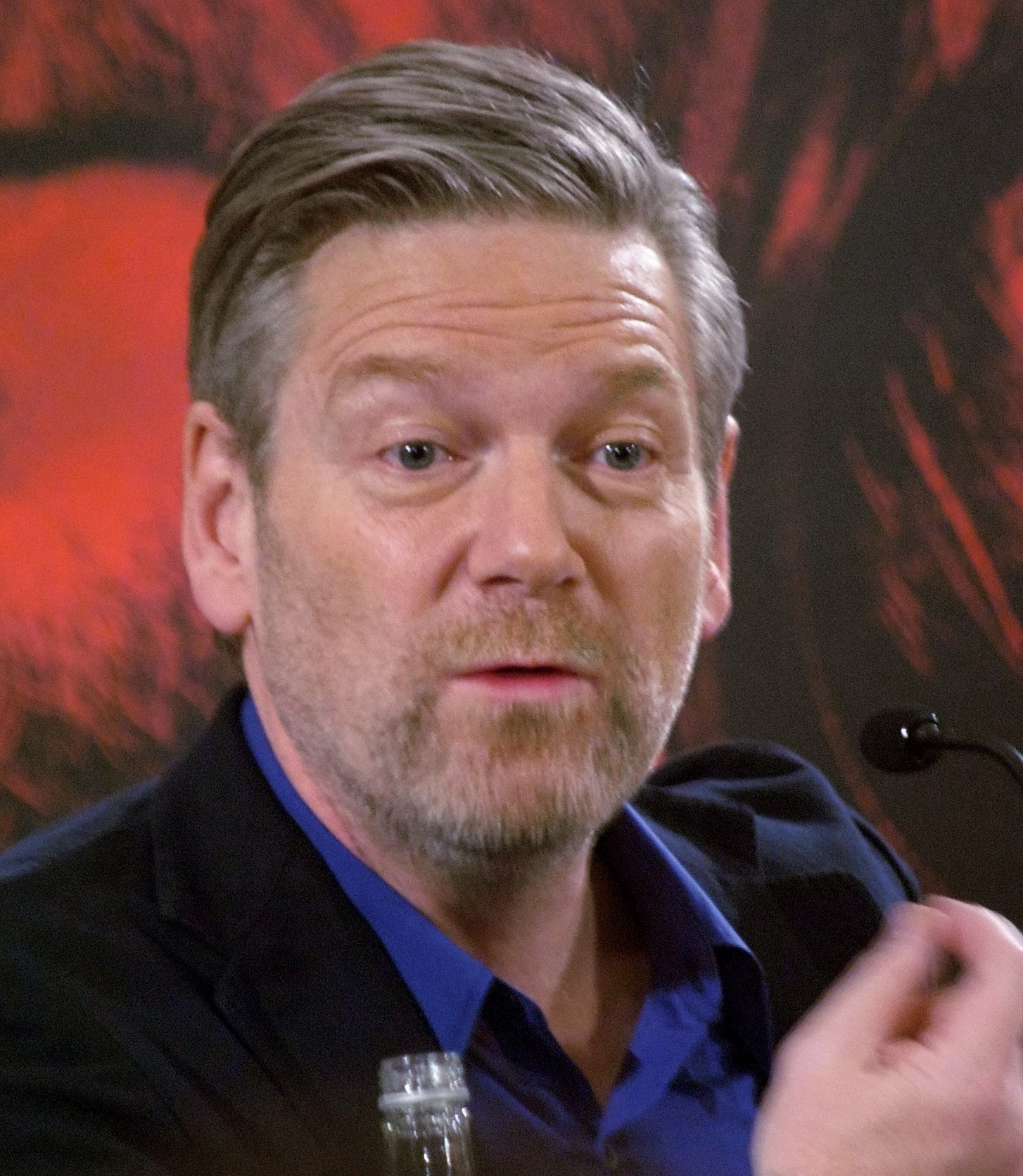
最佳英國電影得主：簡尼夫·班納

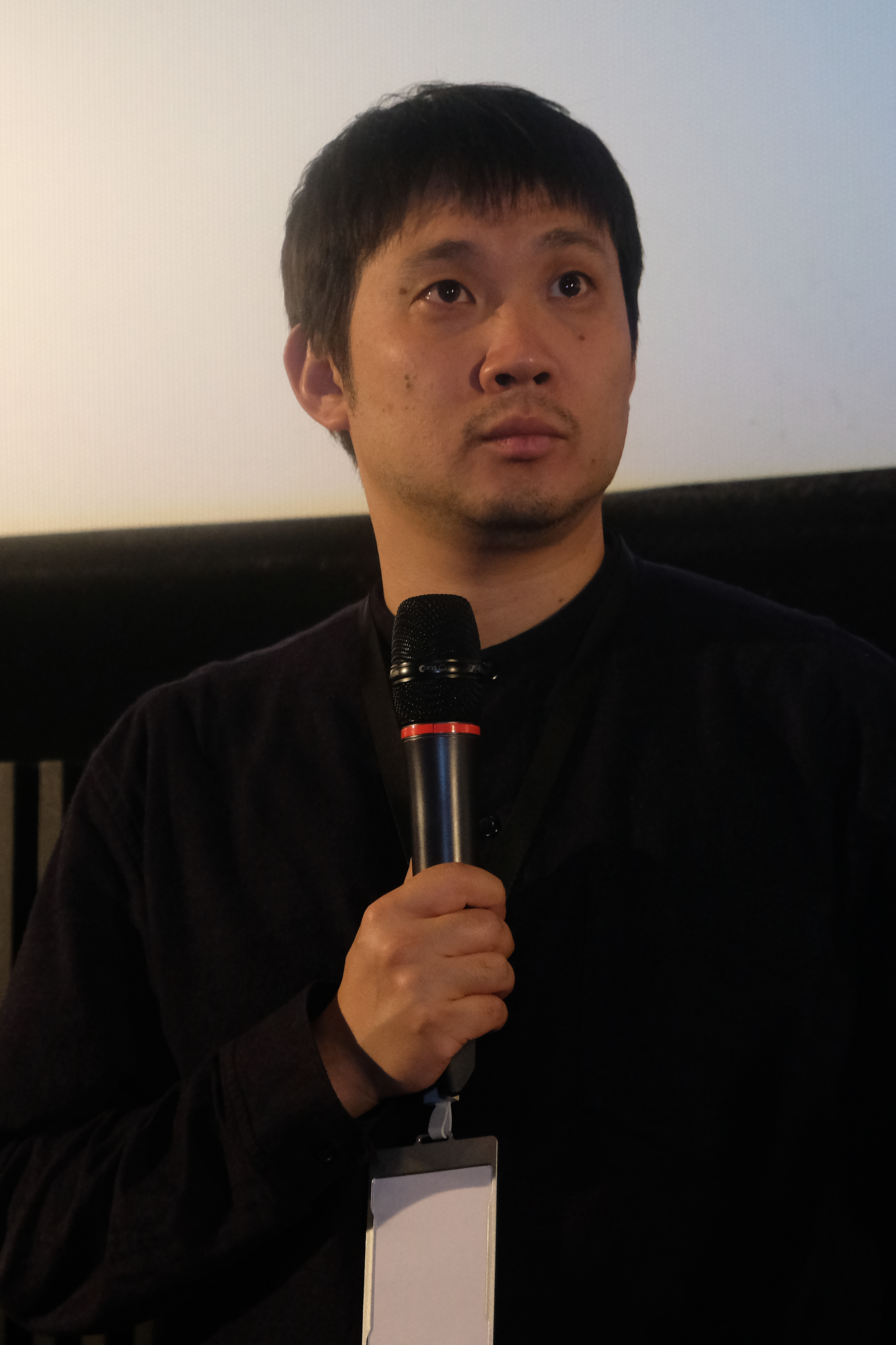
最佳非英語電影得主：濱口龍介

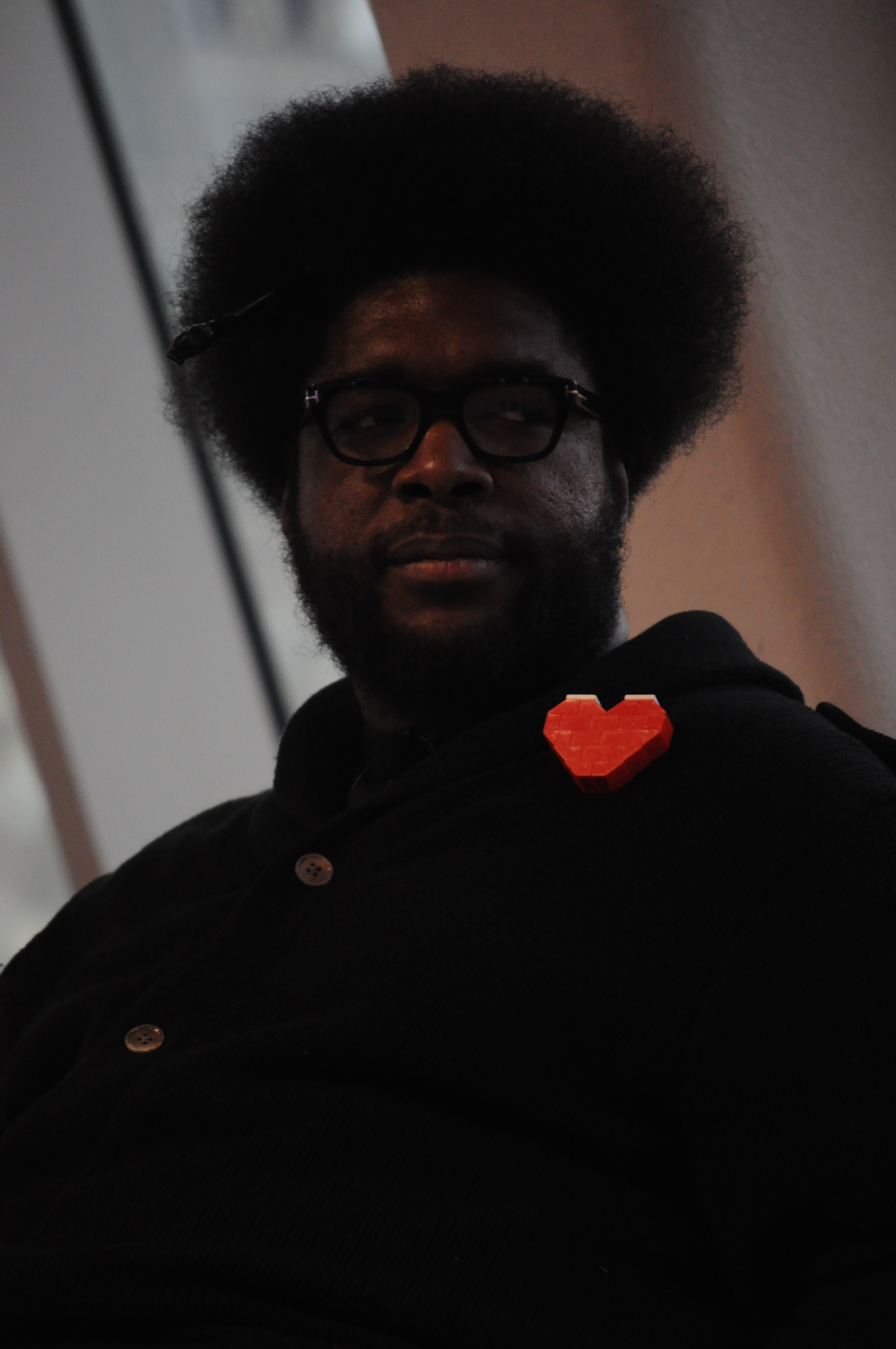
最佳紀錄片得主：奎斯特拉夫

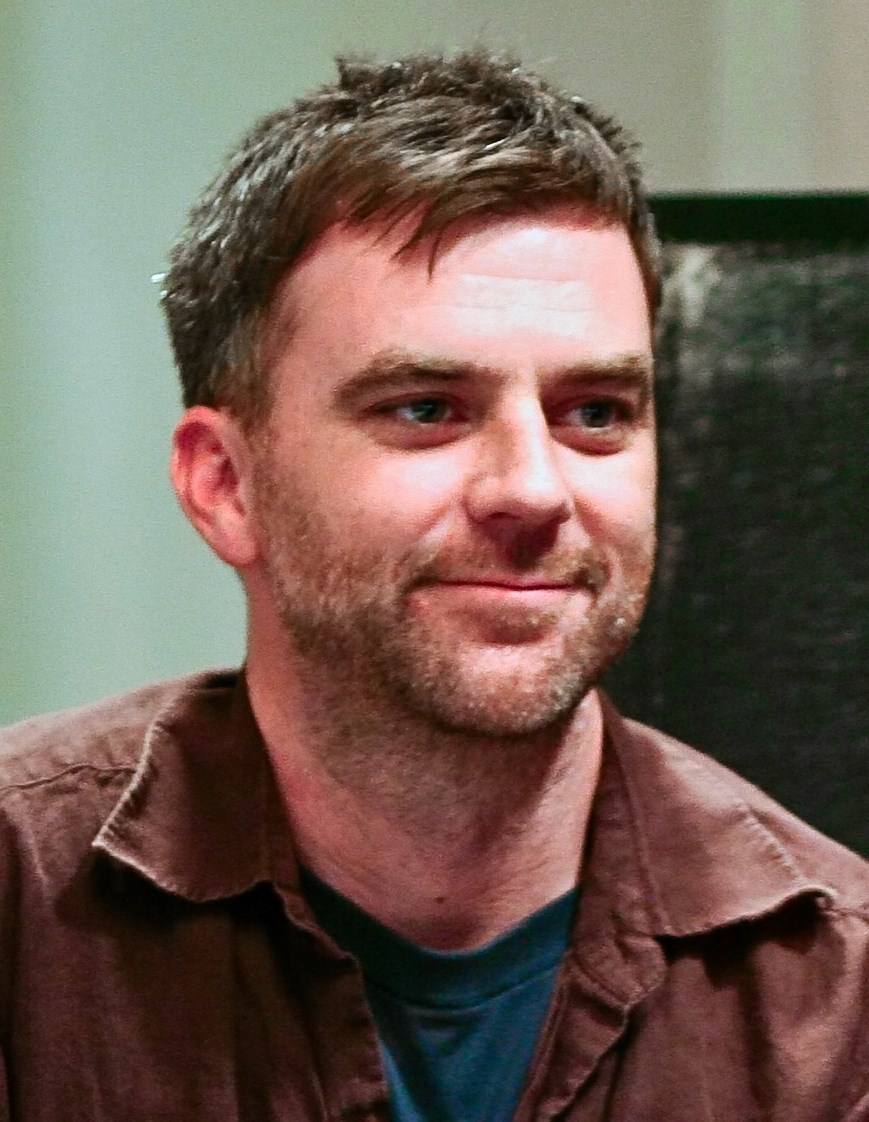
最佳原創劇本：保羅·湯瑪斯·安德森

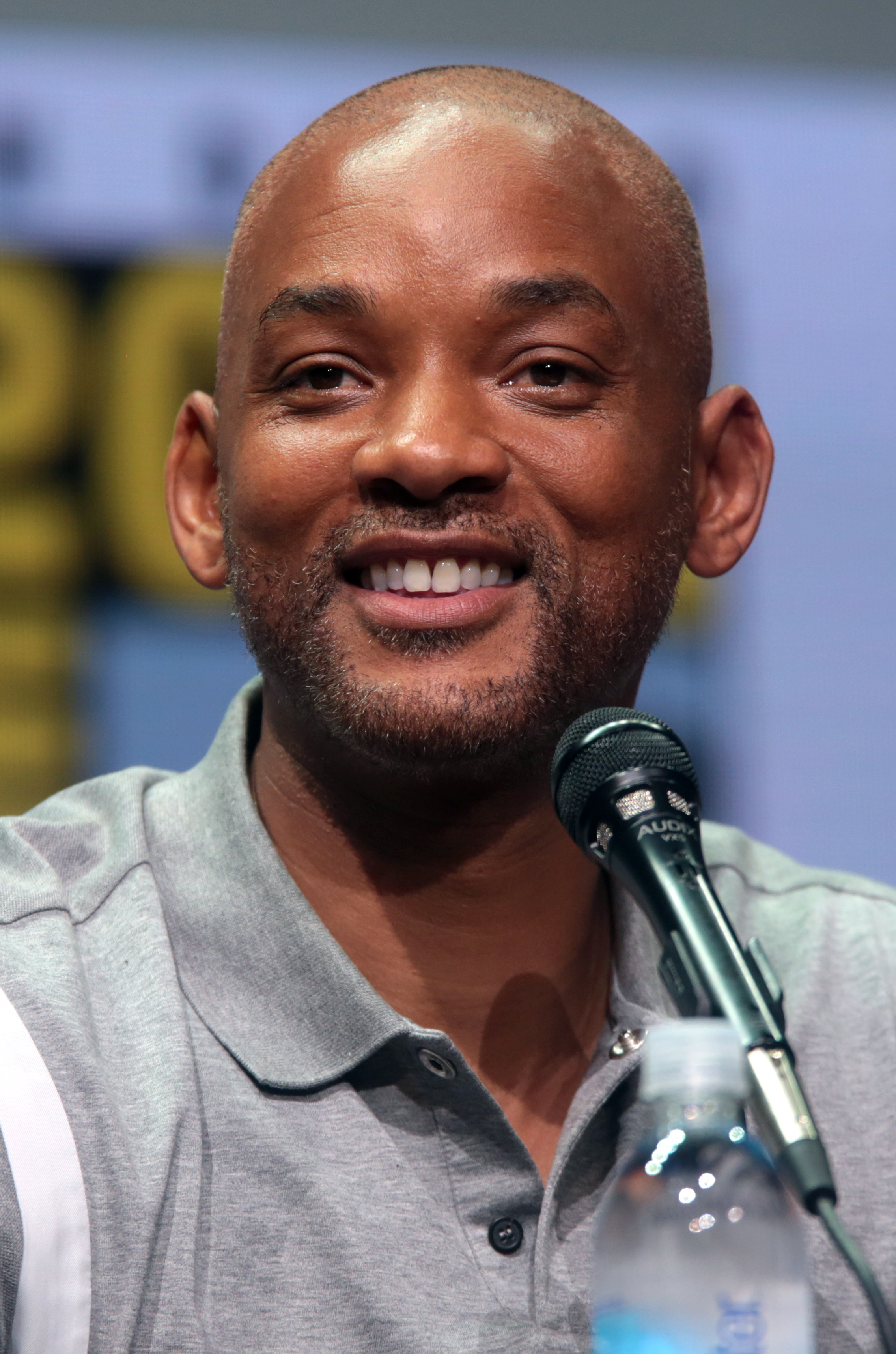
最佳男主角：威爾·史密斯

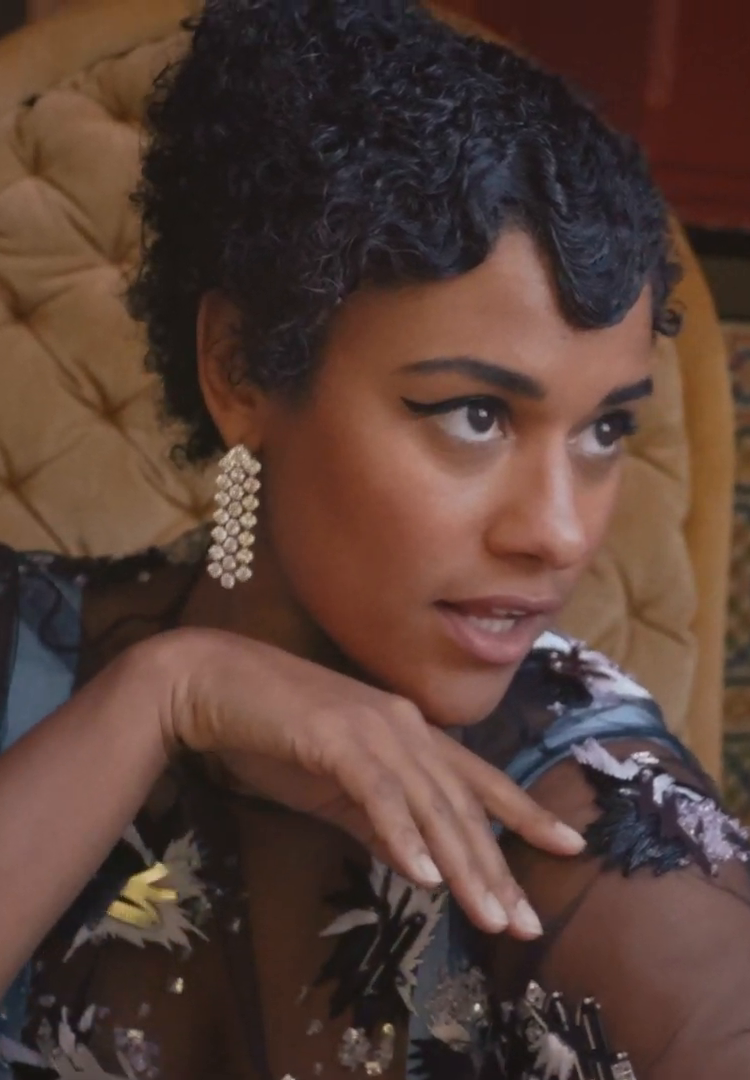
最佳女配角：亞莉安娜·黛博塞

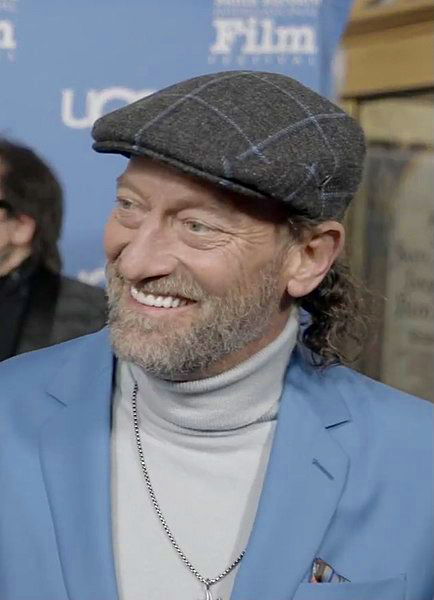
最佳男配角：特洛伊·科特蘇爾

| 最佳影片 - 《犬山記》 - 《贝尔法斯特》 - 《千萬別抬頭》 - 《沙丘》 - 《甘草比萨》 | 最佳英国电影 - 《贝尔法斯特》 - 《爱的后事》 - 《阿里與艾娃》 - 《沸点》 - 《情聖西哈諾》 - 《人人都在谈论杰米》 - 《Gucci：豪門謀殺案》 - 《迷離夜蘇活》 - 《007：生死交戰》 - 《冒名之肤》 |
| 杰出英国编剧、导演、制作人处女作 - 《復仇之淵》 - 《爱的后事》 - 《沸点》 - 《Keyboard Fantasies》 - 《冒名之肤》 | 最佳非英語電影 - 《驾驶我的车》 - 濱口龍介和山本晃久 - 《上帝之手》 - 保罗·索伦蒂诺和Lorenzo Mieli - 《平行母亲》 - 佩德罗·阿尔莫多瓦尔和阿古思定·艾慕杜華 - 《小媽媽》 - 瑟琳·席安瑪和贝内迪克蒂·库夫勒尔 - 《世界上最糟糕的人》 - 尤沃金·提爾和托马斯·罗布萨姆 |
| 最佳纪录片 - 《夏日之魂》 - 奎斯特洛夫, David Dinerstein, Robert Fyvolent和Joseph Patel - 《成为康斯塔》 - 莉兹·加伯斯和丹·科根 - 《奶牛》 - 安德莉亞·阿諾德和Kat Mansoor - 《漂浪人生》 - 乔纳斯·波赫·拉斯穆森和Monica Hellström - 《洞穴救援行動》 - 伊莉莎白·柴·瓦沙瑞莉, 金国威, 約翰·巴特克和P. J. van Sandwijk                                                                                             | 最佳动画片 - 《奇幻魔法屋》 - 傑瑞·布希和拜倫·霍華德 - 《漂浪人生》 - 乔纳斯·波赫·拉斯穆森 - 《路卡的夏天》 - 埃里康·卡萨罗萨 - 《米家大戰機器人》 - 麥可·里安達 |
| 最佳导演 - 珍·康萍 - 《犬山記》 - 阿利姆·汗（Aleem Khan) - 《爱的后事》 - 濱口龍介 - 《驾驶我的车》 - 奥黛丽·迪万 - 《正发生》 - 保羅·湯瑪斯·安德森 - 《甘草比萨》 - 茱莉亞·迪古何諾 - 《钛》 | |
| 最佳原创剧本 - 《甘草比萨》 - 保羅·湯瑪斯·安德森 - 《里卡多一家》 - 艾倫·索金 - 《贝尔法斯特》 - 簡尼夫·班納 - 《千萬別抬頭》 - 亞當·麥凱和戴维·西罗塔 - 《王者理查》 - 扎克·貝林（Zach Baylin） | 最佳改编剧本 - 《健听女孩》 - 夏安·海德 - 《驾驶我的车》 - 濱口龍介和大江崇允 - 《沙丘》 - 喬恩·史貝斯、丹尼斯·维勒弗和艾瑞克·羅斯 - 《暗处的女儿》 - 瑪姬·吉倫荷 - 《犬山記》 - 珍·康萍 |
| 最佳女主角 - 乔安娜·斯坎伦 - 《爱的后事》 - Lady Gaga - 《Gucci：豪門謀殺案》 - 艾拉娜·海姆 - 《甘草比萨》 - 艾蜜莉雅·瓊斯 - 《健听女孩》 - 雷娜特·赖因斯夫 - 《世界上最糟糕的人》 - 泰莎·湯普森 - 《冒名之肤》 | 最佳男主角 - 威爾·史密斯 - 《王者理查》 - 阿黛爾·阿赫塔爾 - 《阿里與艾娃》 - 馬赫夏拉·阿里 - 《天鹅挽歌》 - 班奈狄克·康柏拜區 - 《犬山記》 - 莱昂纳多·迪卡普里奥 - 《千萬別抬頭》 - 史提芬·格拉漢姆 - 《沸点》 |
| 最佳女配角 - 亞莉安娜·黛博塞 - 《西城故事》 - 凱特瑞納·巴爾夫 - 《贝尔法斯特》 - 傑西·伯克利 - 《暗处的女儿》 - 安·多德 - 《弥撒》 - 安潔紐·艾莉絲 - 《王者理查》 - 露絲·奈嘉 - 《冒名之肤》 | 最佳男配角 - 特洛伊·科特苏尔 - 《健听女孩》 - 麥克·費斯 - 《西城故事》 - 希朗·漢德 - 《贝尔法斯特》 - 伍迪·诺曼 - 《呼朋引伴》 - 杰西·普莱蒙 - 《犬山記》 - 寇帝·史密-麥菲 - 《犬山記》 |
| 最佳原创配乐 - 《沙丘》 - 漢斯·季默 - 《里卡多一家》 - 丹尼爾·彭伯頓 - 《千萬別抬頭》 - 尼可拉斯‧布里特尔 - 《法蘭西特派週報》 - 亚历山大·德斯普拉 - 《犬山記》 - 强尼·格林伍德 | 最佳选角导演 - 《西城故事》 - Cindy Tolan - 《沸点》 - Carolyn McLeod - 《沙丘》 - Francine Maisler - 《上帝之手》 - Massimo Appolloni和Annamaria Sambucco - 《王者理查》 - Rich Delia和Avy Kaufman |
| 最佳摄影 - 《沙丘》 - 格雷格·弗萊瑟 - 《玉面情魔》 - 丹·勞斯特森 - 《007：生死交戰》 - 萊納斯·桑德格倫 - 《犬山記》 - 阿里·韋格納 - 《馬克白》 - 布魯諾·戴波內爾 | 最佳剪辑 - 《007：生死交戰》 - 汤姆·克洛斯和埃利奧特·格雷厄姆 - 《贝尔法斯特》 - 烏娜·妮·唐海爾 - 《沙丘》 - 喬·沃克 - 《甘草比萨》 - 安迪·傑根森（Andy Jurgensen） - 《夏日之魂》 - 約書亞·L·皮爾森（Joshua L. Pearson） |
| 最佳美術設計 - 《沙丘》 - 帕特里斯·弗米特、祖珊娜·西波斯（Zsuzsanna Sipos） - 《情聖西哈諾》 - 莎拉·格林伍德、凱蒂·斯賓塞 - 《法蘭西特派週報》 - 亚当·斯托克豪森、瑞纳·迪安基洛 - 《玉面情魔》 - 塔瑪拉·德夫雷爾（Tamara Deverell）、沙恩·維埃 - 《西城故事》 - 亚当·斯托克豪森、瑞纳·迪安基洛 | 最佳服装设计 - 《時尚惡女：庫伊拉》 - 珍妮·畢凡 - 《情聖西哈諾》 - Massimo Cantini Parrini - 《沙丘》 - 羅伯特·摩根（Robert Morgan）、杰奎琳·韦斯特 - 《法蘭西特派週報》 - 米莱娜·坎农诺 - 《玉面情魔》 - 路易斯·塞奎拉 |
| 最佳妝髮 - 《神聖電視台》 - Linda Dowds, Stephanie Ingram和Justin Raleigh - 《時尚惡女：庫伊拉》 - Nadia Stacey和Naomi Donne - 《情聖西哈諾》 - 阿利山卓·布托拉茲和Siân Miller - 《沙丘》 - 羅夫·拉爾森和唐纳德·莫沃特 - 《Gucci：豪門謀殺案》 - Frederic Aspiras, Jana Carboni, Giuliano Mariano和Sarah Nicole Tanno                                                                                            | 最佳声音效果 - 《沙丘》 – 羅恩·巴特利特, 西奧·格林, 道格·亨普希尔, 馬克·曼吉尼和麦克·鲁斯 - 《迷離夜蘇活》 – 蒂姆·卡弗金, Dan Morgan, Colin Nicolson和朱利安·斯萊特 - 《007：生死交戰》 – James Harrison, 西蒙·海耶斯, 保罗·梅西, 奧利佛·塔尼和马克·泰勒 - 《噤界II》 – 艾瑞克·阿達赫, Michael Barosky, Brandon Proctor和伊桑·范德萊恩 - 《西城故事》 – Brian Chumney, 托德·梅特兰, 安迪·尼尔森和加里·里德斯特罗姆 |
| 最佳视觉特效 - 《沙丘》 – Brian Connor, 保罗·兰伯特, 特里斯坦·迈尔斯和傑德·紐澤 - 《脫稿玩家》 – 斯温·吉尔伯格, 布萊恩·葛理渥, Nikos Kalaitzidis和丹·薩迪克 - 《魔鬼剋星 未來世》 – Aharon Bourland, Sheena Duggal, Pier Lefebvre和Alessandro Ongaro - 《駭客任務：復活》 – Tom Debenham, Huw J. Evans, Dan Glass和J. D. Schwalm - 《007：生死交戰》 – Mark Bakowski, 克里斯·寇爾博得, Joel Green和Charlie Noble | 新星奖 - 拉沙納·林奇 - 亞莉安娜·黛博塞 - 哈里斯·迪金森 - 米莉森·西蒙斯 - 寇帝·史密-麥菲 |
| 最佳动画短片 - Do Not Feed The Pigeons - Affairs Of The Art - Night Of The Living Dread | 最佳短片 - The Black Cop - Femme - The Palace - Stuffed - Three Meetings Of The Extraordinary Committee |

## 多项提名与获奖
| 提名数 | 作品                  |
| ------ | --------------------- |
| 11     | 《沙丘》              |
| 8      | 《犬山記》            |
| 6      | 《贝尔法斯特》        |
| 5      | 《甘草比萨》          |
| 5      | 《007：生死交戰》     |
| 5      | 《西城故事》          |
| 4      | 《爱的后事》          |
| 4      | 《沸点》              |
| 4      | 《情聖西哈諾》        |
| 4      | 《千萬別抬頭》        |
| 4      | 《王者理查》          |
| 4      | 《冒充》              |
| 3      | 《健听女孩》          |
| 3      | 《驾驶我的车》        |
| 3      | 《法蘭西特派週報》    |
| 3      | 《Gucci：豪門謀殺案》 |
| 3      | 《玉面情魔》          |
| 2      | 《阿里與艾娃》        |
| 2      | 《里卡多一家》        |
| 2      | 《時尚惡女：庫伊拉》  |
| 2      | 《漂浪人生》          |
| 2      | 《上帝之手》          |
| 2      | 《迷離夜蘇活》        |
| 2      | 《暗处的女儿》        |
| 2      | 《夏日之魂》          |
| 2      | 《世界上最糟糕的人》  |

| 獲獎數 | 作品         |
| ------ | ------------ |
| 5      | 《沙丘》     |
| 2      | 《犬山記》   |
| 2      | 《健听女孩》 |
| 2      | 《西城故事》 |

## 外部連結
- 官方网站